# Gandhinagar (Vijayawada)
Ne doit pas être confondu avec Gandhinagar.
Gandhinagar ou Gandhi Nagar est un quartier de la ville de Vijayawada dans l'État d'Andhra Pradesh en Inde. 